# Ähriges Tausendgüldenkraut
Das Ährige Tausendgüldenkraut (Centaurium spicatum) ist eine Pflanzenart aus der Familie der Enziangewächse (Gentianaceae).

## Beschreibung
Das Ährige Tausendgüldenkraut ist eine einjährige oder zweijährige Pflanze, die Wuchshöhen von 10 bis 55 cm erreicht. Die Pflanze ist kahl und vom Grunde oder der Mitte an aufrecht verzweigt, mit einer hinfälligen Grundrosette aus breiteiförmigen Blättern. Die zahlreichen Stängelblätter sind gegenständig sitzend, elliptisch-länglich und weisen 3–5 Nerven auf. Die oberen Stängelblätter sind lanzettlich.
Im Gegensatz zu anderen Arten der Gattung Centaurium sind die Blüten sitzend und stehen in aufstrebenden, etwas einseitswendigen, ährenartigen durchblätterten Blütenständen. Die Blüten werden 12–14 mm lang. Die rosa Krone besteht aus 5 ausgebreiteten und etwa 4,5 mm langen Zipfeln. Der Kelch mit anliegenden Zähnen ist so lang wie die Kronröhre. 
Blütezeit ist von Juni bis September.
Die Chromosomenzahl beträgt 2n = 22.

## Vorkommen
Das Ährige Tausendgüldenkraut ist auf den Kanarischen Inseln und im Mittelmeerraum verbreitet und dringt östlich bis Zentralasien vor. Als Standort werden Salzwiesen, feuchte Dünentäler und Kulturland bevorzugt.